# El perfume de las flores de noche
El perfume de las flores de noche es un relato autobiográfico de Leïla Slimani publicado el 20 de enero del 2021 en la editorial Stock.

## Resumen
El novelista acepta la propuesta de la editora Alina Gurdiel de quedarse sola la noche del 20 de abril del 2019 en el museo de la Punta della Dogana de Venecia, uno de los lugares de exposición de la Colección Pinault de François Pinault, con el fin de escribir su experiencia personal en dicho contexto. Esta situación desencadena en Leïla Slimani una reflexión sobre el oficio de escritora y una introspección autobiográfica, en particular sobre su padre Othman Slimani, quien, envuelto en un escándalo político y financiero, fue encarcelado y absuelto póstumamente, creando en ella un profundo trauma familiar.

## Recepción de la crítica
Según el diario Le Figaro, este libro de reflexión e introspección es "un texto magistral sobre los escritores y las creación literaria". La revista Télérama lo considera un "hermoso" texto con "un paréntesis íntimo". Finalmente, Le Devoir –que también apreció el libro– considera que Leïla Slimani con "inteligencia y pasión, ofrece, en El perfume de las flores de noche, una mezcla de autobiografía y reflexiones sobre la vida y la escritura".
Muy bien valorada por la lista los críticos del foro literario de Radiofrance, la Máscara y la Pluma, después por la emisión de los catorce "favoritos" libros para el verano de 2021.